# Erik Brofoss

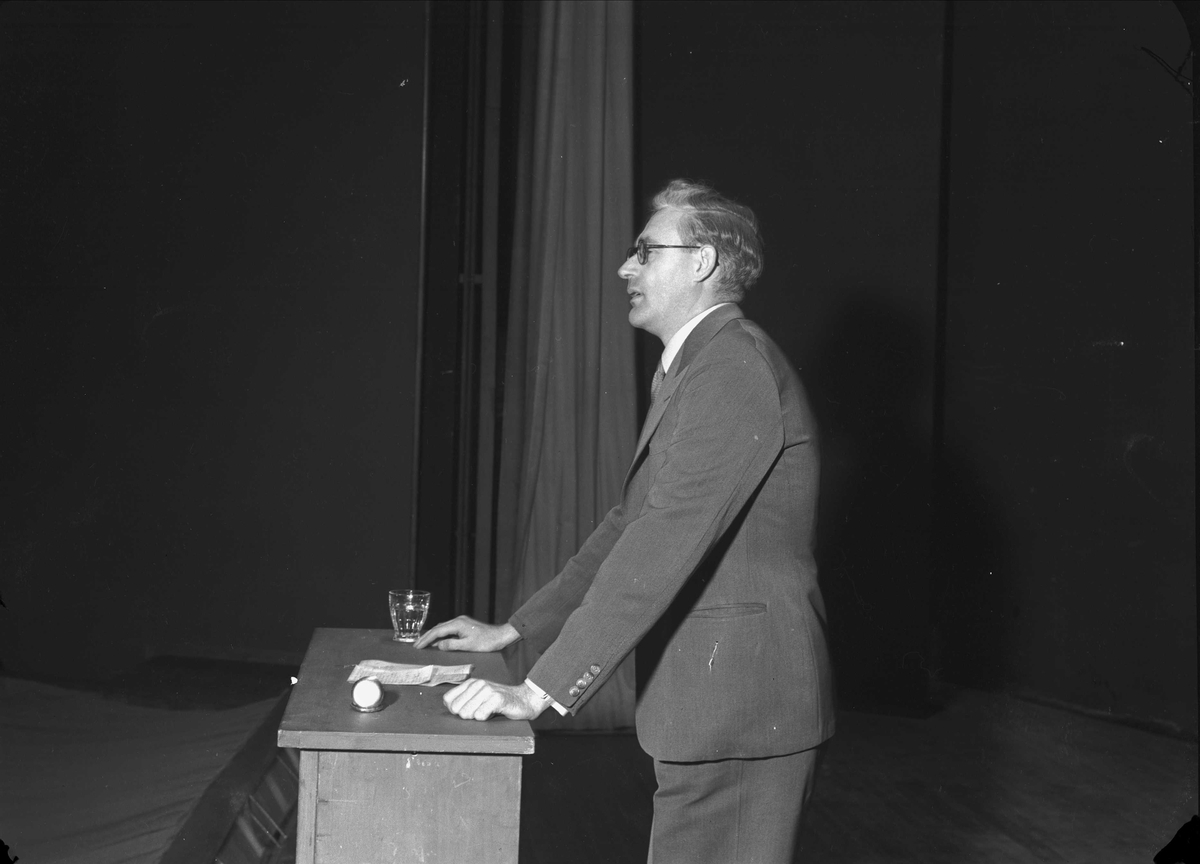
Erik Brofoss, Oktober 1946

Erik Brofoss (* 21. Juni 1908 in Kongsberg, Buskerud; † 7. Mai 1979 in Oslo) war ein norwegischer Leichtathlet und Politiker der Arbeiderpartiet, der unter anderem zwischen 1945 und 1947 Finanzminister und von 1947 bis 1954 Minister für Handel und Schifffahrt war. Er fungierte zwischen 1954 und 1970 als Gouverneur der Norges Bank, der Zentralbank Norwegens.

## Leben

### Leichtathlet, Regierungsbeamter und Londoner Exilregierung
Erik Brofoss, Sohn von Karl Brofoss und Grete Hellingsrud, begann nach dem Schulbesuch 1926 ein Studium der Rechtswissenschaften, das er 1931 als Candidatus juris abschloss. Während des Studiums war er auch ein erfolgreicher Leichtathlet für den Kongsberg IF und gewann mit 11,1 Sekunden bei den Landesmeisterschaften 1928 die Silbermedaille im 100-Meter-Lauf. Am 7. Juli 1928 erreichte er im Bislett-Stadion im Weitsprung eine Weite von 6,96 Meter. Am 30. August 1931 erreichte er mit 10,8 Sekunden seine persönliche Bestzeit im 100-Meter-Lauf. Nach Abschluss seines Studiums war er zwischen 1932 und 1933 erst stellvertretender Staatsanwalt sowie anschließend von 1933 bis 1935 stellvertretender Richter, ehe er zwischen 1935 und 1937 Sekretär der Nationalen Versicherungsverwaltung (Rikstrygdeverket). Danach fungierte er zwischen 1937 und 1940 erst Sekretär des Steueramtes (Ligningskontor) von Oslo. Nachdem er ein gleichzeitiges Studium der Wirtschaftswissenschaften mit einem Candidatus oeconomices abgeschlossen hatte.
Brofoss übernahm nach der deutschen Besetzung Norwegens am 9. April 1940 zunächst weitere Funktionen in der Osloer Verwaltung und war zwischen 1940 und 1941 Abteilungsleiter im Osloer Steueramt sowie danach 1941 Sekretär des Kämmerers der Stadt Oslo. 1941 war er kurzzeitig Rechtsanwaltsvertreter und übernahm danach verschiedene Aufgaben der Exilregierung. Er war Anfang 1942 Sekretär des in Stockholm ansässigen Flüchtlingsamtes (Norske flyktningkontor) und wechselte dann zur Exilregierung in London. Dort war er 1942 zunächst Mitarbeiter des Finanzministeriums (Finansdepartementet) sowie zwischen 1942 und 1944 Sektionschef im Versorgungsministerium (Forsyningsdepartementet), ehe er von 1944 bis 1945 Missionschef des Versorgungsministeriums im Londoner Exil war.

### Minister und Gouverneur der Zentralbank
Nach Ende des Zweiten Weltkrieges wurde Brofoss, der Mitglied der Arbeiterpartei (Arbeiderpartiet) war, 1945 stellvertretender Vorsitzender des Koordinierungsrates (Samordningsrådet). Am 5. November 1945 wurde er als Finanzminister (Statsråd, Finansdepartementet) in die zweite Regierung Gerhardsen berufen. Er bekleidete dieses Amt bis zum 6. Dezember 1947 und wurde daraufhin von Olav Meisdalshagen abgelöst. Er war ein Vertreter der theoretischen Planwirtschaft, die in den Nachkriegsjahren die norwegische Finanz- und Wirtschaftspolitik prägte. Er führte den Staatshaushalt im Rahmen der Wirtschaftsplanung mit einer starken Regulierung der Wirtschaft ein. Im Zuge der Kabinettsumbildung am 6. Dezember 1947 übernahm er das neu geschaffene Amt als Minister für Handel und Schifffahrt (Statsråd, Handels- og skipsfartsdepartementet) und hatte dieses bis zum Ende von Gerhardsens Amtszeit am 19. November 1951 inne. Das Handelsministerium wurde auf seinen Vorschlag hin gegründet, um den Warenaustausch mit dem Ausland zu regeln. Das Amt des Ministers für Handel und Schifffahrt übernahm er zwischen dem 19. November 1951 und dem 2. Juni 1954 auch in der Regierung Torp. Zugleich fungierte er in der Regierung Torp als Nachfolger von Lars Evensen vom 18. Mai bis zum 14. September 1953 auch als kommissarischer Industrieminister (Bestyrende statsråd, Industridepartementet).
Nach seinem Ausscheiden aus der Regierung wurde Brofoss 1954 Nachfolger von Gunnar Jahn als Gouverneur der Norges Bank, der Zentralbank Norwegens. Die Funktion bekleidete er 16 Jahre lang bis 1970 und wurde daraufhin von Knut Getz Wold abgelöst, der seit 1958 stellvertretender Gouverneur der Norges Bank war. Brofoss war zudem kraft Amt zwischen 1954 und 1970 Gouverneur des Internationalen Währungsfonds (IWF) sowie Vorsitzender des Währungsrates (Valutarådet). Des Weiteren war er von 1954 bis 1965 Vorsitzender des Kooperationsausschusses (Samarbeidsnemnda) und übernahm zwischen 1957 und 1966 eine Professur an der Universität Oslo. Darüber hinaus fungierte er von 1961 bis 1978 als Vorsitzender des Bezirksentwicklungsfonds (Distriktenes Utbyggingsfond) sowie zwischen 1970 und 1973 noch als Direktor des Internationalen Währungsfonds.
Sein Sohn ist der Jurist Knut Brofoss, der zwischen 2005 und 2016 Präsident des Norwegischen Sozialgerichtshofes (Trygderetten) war.

## Veröffentlichungen
- Gjenreising, priser og levestandard. 3 foredrag på fagkongressen 1946, Mitautoren Einar Gerhardsen und Sven Oftedal, 1946
- Norges økonomiske og finansielle stilling, Oslo 1946
- Nordisk økonomisk samarbeid, Oslo 1958
- De økonomiske integrasjonsplanene i Europa, Oslo 1958
- Vekst og strukturproblemer i norsk økonomi, Oslo 1963
- Aktuelle næringspolitiske spørsmål med særlig henblikk på norsk medlemskap i Det europeiske fellesmarked, Oslo 1963
- Institusjonelle problemer i inntektspolitikken, Oslo 1964
- En jamføring mellom den norske skattemelding og den svenske skatteutredning, Oslo 1964
- Trekk av utviklingen i norsk utenrikshandel i perioden 1959–64, Oslo 1964
- Valutapolitikk, Oslo 1964
- Distriktsutbyggingspolitikk, Oslo 1965
- Kredittpolitikken i praksis, Oslo 1965
- De norske kredittinstitusjoner og deres struktur, Oslo 1965
- Utdrag av pensumstoff i pengeteori, Oslo 1965
- Virkemidlene i kredittpolitikken, Oslo 1965
- Aktuelle økonomiske spørsmål, Oslo 1966